# سایمون (ویرجینیای غربی)
سایمون (به انگلیسی: Simon) یک منطقهٔ مسکونی در ایالات متحده آمریکا است که در شهرستان وایومینگ، ویرجینیای غربی واقع شده‌است.